# Daphne Groeneveld
Daphne Groeneveld (24 de diciembre de 1994) es una modelo neerlandesa más conocida por su portada en diciembre/enero de 2010 en Vogue París junto a Tom Ford. En la actualidad es el rostro del perfume de Jean Paul Gaultier y de Tom Ford Beauty.

## Carrera
Groeneveld fue descubierta en su ciudad natal de Leiderdorp por una agente, quien le preguntó si alguna vez se había planteado ser modelo. Su primera temporada de desfile fue otoño/invierno 2010 en Milán, su carrera realmente tomó rumbo al año siguiente, en la temporada otoño/invierno 2011. Le fue dado el título a la mejor modelo neerlandesa por 'Marie Claire en 2011.
Ha aparecido en las portadas de la Vogue francesa, neerlandesa, rusa, japonesa, coreana y tailandesa; eb la Elle británica y francesa, en la Harper's Bazaar española, en la Numéro francesa, rusa y japonesa, en V, i-D, LOVE, Glamour y W.
Groeneveld ha desfilado para Carolina Herrera, Marc Jacobs, Anna Sui, Chanel, Donna Karan, Emilio Pucci, Etro, Fendi, Max Mara, Dior, Gucci, Jason Wu, John Galliano, Loewe, Karl Lagerfeld, Lanvin, Vera Wang, Dolce & Gabbana, Jil Sander, Rick Owens, Giorgio Armani, Oscar de la Renta, Louis Vuitton, Prada, Roberto Cavalli, Shiatzy Chen, Versace, Yeezy, Jeremy Scott, Jean Paul Gaultier, Moschino, Mugler, Rochas, Anna Sui, entre otros.
Ha aparecido en anuncios para Tom Ford, Miu Miu, Louis Vuitton, Givenchy, Dior, Jean Paul Gaultier, Calvin Klein, Roberto Cavalli, DSquared2, Jill Stuart, Barneys New York, and H&M y Jean Paul Gaultier.
En la actualidad, figura en el apartado de Money Girls en Models.com.

### Vida personal
Desde finales de 2019 esta en una relación con el también modelo sudafricano, Justin Hopwood, el cual se casaron el 19 de julio de 2022